# 新加坡民主联盟
新加坡民主联盟（缩写: SDA），是一个于2001年6月28日建立的新加坡政党。
它是新加坡两个反对派政党的联盟，目前由新加坡正义党主席林睦荃担任主席。该联盟是在2001年新加坡大选前成立的，联盟由前新加坡民主党 （SDP）的反对党议员、新加坡人民党（SPP）的秘书长詹时中领导。